# Rabbula
 (septembre 2018).
Si vous disposez d'ouvrages ou d'articles de référence ou si vous connaissez des sites web de qualité traitant du thème abordé ici, merci de compléter l'article en donnant les références utiles à sa vérifiabilité et en les liant à la section « Notes et références ».
Rabbula fut évêque d'Édesse de 412 à 435.
Il est né à Qinnasrin (Chalcis), près d'Alep d'un père prêtre païen, et d'une mère chrétienne. Rabbula fut baptisé par Eusèbe, évêque de Qinnasrin, et Acace, évêque d'Alep.
Le nouveau prosélyte se consacra tout entier à la religion qu'il venait d'embrasser; il vendit ses biens, en distribua le produit aux pauvres, et se retira d'abord dans le couvent d'Abraham et ensuite dans un lieu solitaire pour y mener la vie ascétique. C'est là qu'Acacius alla le chercher pour le conduire sur le siège épiscopal d'Édesse que la mort de Diogène avait laissé vacant. Devenu évêque, Rabboula s'appliqua avec énergie à déraciner les anciennes hérésies qu'Éphrem avait combattues, mais qui comptait encore des adeptes à Édesse.
Il semble avoir hésité d'abord à rejeter la doctrine de Théodore de Mopsueste dont Nestorius venait de se faire le champion, mais son hésitation ne fut pas de longue durée. Rabbula se déclara partisan de Cyrille d'Alexandrie, qui devint son ami et dont il traduisit le traité de De Recta fide; il alla attaquer Nestorius à Constantinople même où il prononça un grand discours devant Theodose II.
Au concile d'Éphèse (431), il est du parti de Cyrille d'Alexandrie.
Son successeur à la tête du diocèse d'Édesse, Ibas d'Edesse, en 435, soutint la position inverse.

## Œuvres conservées
On conserve de lui, en syriaque, trois petits traités intitulés, l'un Canons, le second Avertissements concernant les moines, et le troisième Commandements et avertissements adressés aux prêtres et aux réguliers.
- CPG 6490-6497